# ويندي هاثورن
ويندي هاثورن هي لاعبة كرة قدم كندية، ولدت في 6 يوليو 1960.

## وصلات خارجية
- ويندي هاثورن على موقع الاتحاد الدولي (مؤرشف)  (الإنجليزية)